# Jedyna prawdziwa rzecz
Jedyna prawdziwa rzecz (ang. One True Thing) – amerykański film obyczajowy z 1998 roku w reżyserii Carla Franklina, zrealizowany na podstawie powieści Anny Quindlen. Zdjęcia kręcono w New Jersey.

## Główne role
- Meryl Streep – Kate Gulden
- Renée Zellweger – Ellen Gulden
- William Hurt – George Gulden
- Tom Everett Scott – Brian Gulden
- Lauren Graham – Jules
- Nicky Katt – Jordan Belzer

## Nagrody i nominacje
Oscary za rok 1998
- Najlepsza aktorka - Meryl Streep (nominacja)

Złote Globy 1998
- Najlepsza aktorka dramatyczna - Meryl Streep (nominacja)

Nagrody Satelita 1998
- Najlepsza aktorka dramatyczna - Meryl Streep (nominacja)